# Thomas Funck (1580–1645)

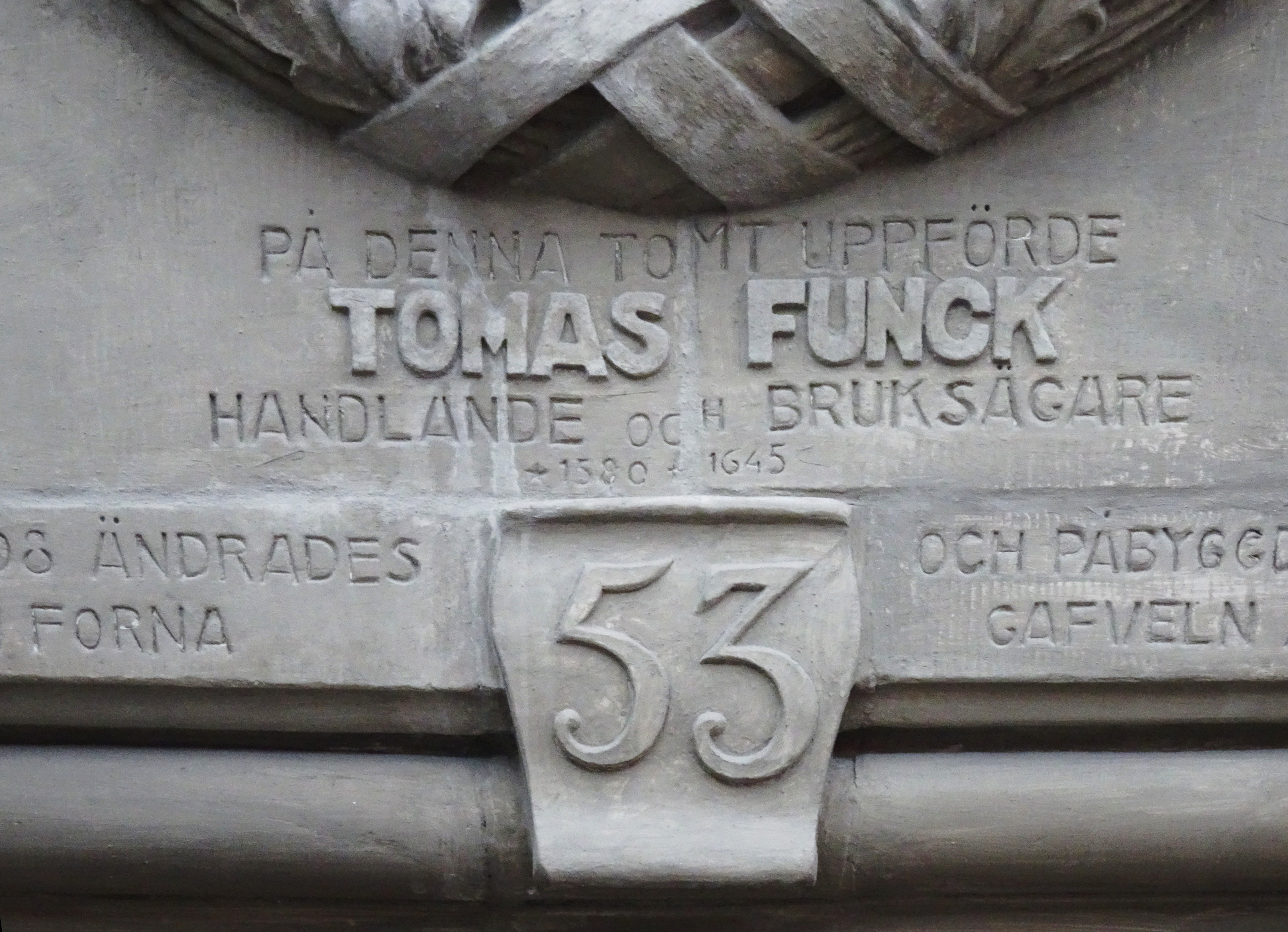
Inskription på Funckska huset.

Thomas Funck, född 1580 i Stralsund, död 1645, var en i Sverige verksam köpman och bruksägare. Han var far till Johan Funck.
Funck var verksam som köpman i Stockholm och bruksägare i Västmanland och Dalarna. Den 19 augusti 1644 fick upplåtelse av Stockholms stad att bygga hus på två tomter vid Åkaretorget, nuvarande Kornhamnstorg. Det ena uppfördes vid nuvarande Kornhamnstorg 53 (Funckska huset) och det andra vid Kornhamnstorg 59.  Funckens gränd är uppkallad efter honom.